# NuScale Power
NuScale Power Corporation és una empresa americana que cotitza en borsa i que dissenya i comercialitza reactors modulars petits (SMR). Té la seu a Tigard, Oregon. La central elèctrica VOYGR de l'empresa, que utilitza mòduls de 50 MWe i s'escala fins a 12 mòduls (600 MWe), va ser la primera SMR certificada per la Comissió Reguladora Nuclear dels Estats Units (NRC) (2022). Els nous dissenys de mòduls de 77 MWe, coneguts com a VOYGR-4 (308 MWe) i VOYGR-6 (462 MWe), es van presentar per a la revisió de la NRC l'1 de gener de 2023 i es van aprovar el 29 de maig de 2025. NuScale ara sol·licita l'aprovació de la NRC per al seu VOYGR-12 de 12 mòduls. L'SMR també és escalable, oferint fins a 924 MWe.
Els mòduls d'alimentació NuScale estan envoltats per un 9 peus (2.7 m) de diàmetre per 65 peus (20 m) recipient de reactor alt que depèn de mètodes de refrigeració convencionals. Els mòduls funcionen amb conjunts de combustible d'urani poc enriquit basats en dissenys de reactors d'aigua lleugera existents. Per a una configuració de 12 mòduls, els mòduls s'emmagatzemen individualment en pous d'emmagatzematge submergits al terra d'un dipòsit compartit de 23 metres de profunditat i 4 milions de galons, i coberts per una barrera de formigó. Un circuit de refrigeració per convecció natural alimenta tots els mòduls utilitzats en una planta i és capaç de subministrar aigua dolça addicional a cada vas del reactor sense bombes motoritzades en cas d'emergència.
NuScale tenia acords per construir reactors a Idaho el 2030, però es va cancel·lar el 2023 a causa de l'augment del cost estimat de 3.600 milions de dòlars a 9.300 milions de dòlars per a la central elèctrica VOYGR original.

## Història
NuScale es va fundar a partir d'una investigació finançada pel Departament d'Energia dels Estats Units (DOE) i duta a terme per un equip de científics nuclears de la Universitat Estatal d'Oregon (OSU) i del Laboratori Nacional d'Idaho (INL) a partir de l'any 2000. Els investigadors de l'OSU, dirigits per José N. Reyes Jr., són els que han inventat el primer SMR comercial el 2007, que NuScale Power va utilitzar per desenvolupar el seu prototip. Gran part de la recerca es va dur a terme a les instal·lacions de proves del reactor d'aigua lleugera petit i multiaplicació (MASLWR) de l'OSU al campus de l'OSU, amb proves de prototip a escala real realitzades a Idaho, a l'INL. El DOE va finançar la recerca del 2000 al 2003.
La instal·lació de proves de reactors d'una tercera escala de la OSU, coneguda com a MASLWR, es va construir al campus el 2007. El mateix any, es va fundar NuScale Power i els investigadors de l'OSU van començar a treballar amb la nova empresa. L'equip de recerca va ser recompensat pel seu treball anterior intercanviant patents amb la universitat per una participació en la nova empresa. La primera ronda de finançament de NuScale va arribar el gener de 2008. El mes següent va començar a sol·licitar la certificació amb la NRC.
El 2011, NuScale havia recaptat 35 milions de dòlars i tenia 100 empleats a Tigard; Richland, Washington; i Corvallis, Oregon. NuScale va ser la primera empresa a presentar plans per a reactors petits a la NRC i la primera a obtenir l'aprovació. Va ser avaluat per un consorci d'empreses de serveis públics anomenat Energy Northwest.

### Dificultats de finançament i repunt
El gener de 2011, el major inversor de NuScale, Kenwood Group, va ser investigat per la Comissió de Borsa i Valors dels Estats Units (SEC) i posteriorment es va declarar culpable d'operar una estafa piramidal. La investigació de la SEC no estava relacionada amb els tractes de Kenwood amb NuScale, però els actius de Kenwood van ser congelats just quan NuScale esperava finançament addicional. L'empresa va començar a fer retallades de personal i salaris a mesura que els executius buscaven noves fonts de finançament i la majoria dels empleats de l'empresa van ser acomiadats.

### Llançament com a empresa pública el 2022
El desembre de 2021, Fluor Corporation va informar que havia invertit més de 600 milions de dòlars a NuScale des del 2011 i que s'esperava que NuScale sortís a borsa el 2022, amb Fluor posseint aproximadament el 60% de les accions. El maig de 2022, NuScale va completar una fusió amb l'empresa d'adquisició amb propòsit especial (SPAC), Spring Valley Acquisition Corp, recaptant una inversió de 380 milions de dòlars. NuScale Power Corporation va cotitzar aleshores a la Borsa de Nova York.

### Projecte d'energia lliure de carboni, Idaho
El novembre de 2014, NuScale va anunciar que construiria el que esperava ser el primer SMR dels EUA al Laboratori Nacional d'Idaho. La planta era per a Utah Associated Municipal Power Systems (UAMPS), una subdivisió del govern d'Utah, dins del Carbon Free Power Project (CFPP). UAMPS opera centrals elèctriques a Wyoming, Nou Mèxic, Califòrnia i Utah, i ven a empreses de serveis públics locals. El DOE podria proporcionar fons de suport d'uns 140 milions de dòlars anuals durant 10 anys, a l'espera de més suport del Congrés.

## Reactors

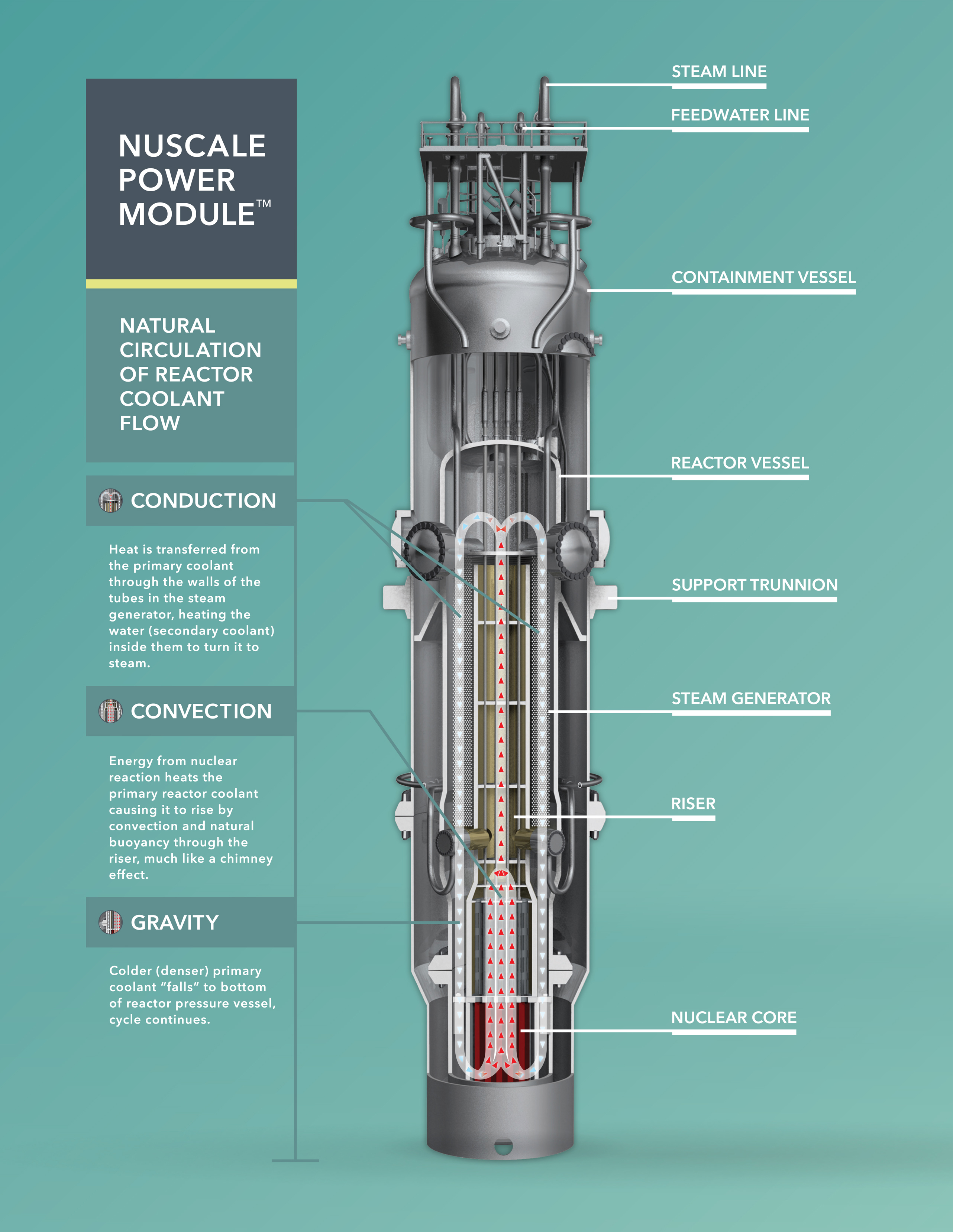
Un diagrama d'un mòdul SMR de NuScale.

Els reactors NuScale ocupen l'1% de l'espai d'un reactor convencional i generen 77 MWe. El disseny utilitza aigua lleugera per a la refrigeració i la generació d'energia com en les centrals nuclears convencionals. L'aigua s'escalfa mitjançant el nucli nuclear, situat a la base del mòdul. L'aigua escalfada puja pel tub vertical i després baixa pels generadors de vapor. A mesura que es transfereix calor, l'aigua es refreda i es torna més densa, enfonsant-se al fons del mòdul i el cicle es repeteix. La calor crea vapor que impulsa un petit generador de turbina dedicat que produeix electricitat.
El primer disseny del mòdul d'alimentació NuScale és de 9 peus (2.7 m) de diàmetre i 65 peus (20 m) d'alçada, amb un pes de 650 tones short (590 tones mètriques). El mòdul està prefabricat, es lliura per ferrocarril, barca o camió i es munta in situ. El darrer mòdul de potència aprovat per la NRC proporciona 77 MWe (bruts), o uns 73,5 MWe (nets), i requereix reabastecimiento amb combustible estàndard d'urani-235 baix enriquit al 4,95% cada dos anys.
El disseny de NuScale no depèn de bombes d'aigua accionades ni d'equips circulatoris. Els mòduls d'alimentació NuScale estan dissenyats per apagar-se i refredar-se indefinidament durant la majoria d'accidents. Els dispositius estan pensats per ser instal·lats en una piscina subterrània per absorbir els cops dels terratrèmols, amb una tapa de formigó sobre la piscina. En cas que es talli l'energia dels sistemes de refrigeració normals, l'aigua de la piscina absorbeix calor i bull. La piscina emmagatzema prou aigua per refredar de manera segura el nucli del mòdul més recent de 77 MWe durant almenys 72 hores sense necessitat de reposició manual.

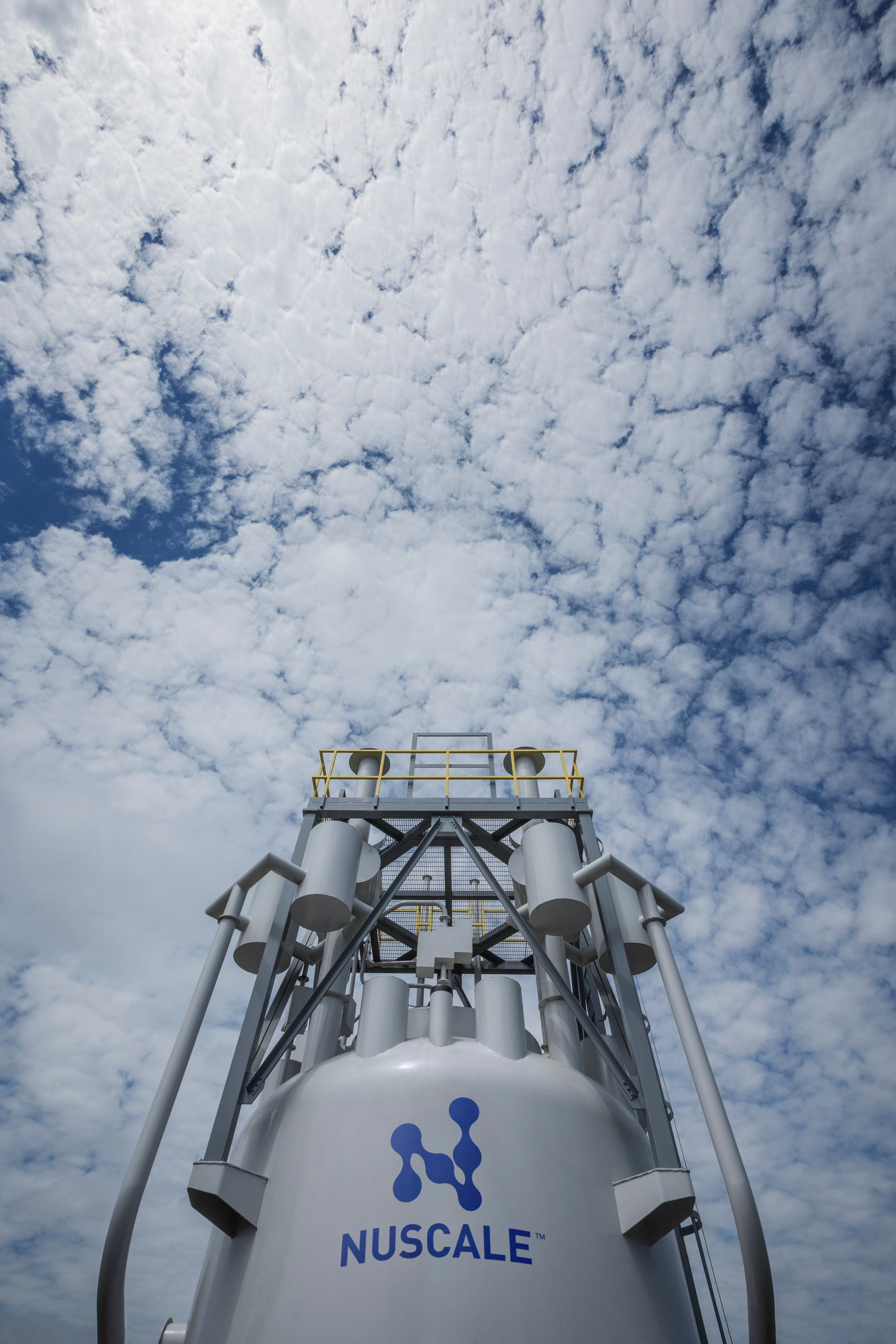
Maqueta a escala real del terç superior del mòdul d'alimentació NuScale

En condicions normals de funcionament, la pressió del recipient de contenció del mòdul es manté propera al buit, cosa que elimina la convecció i proporciona condicions de transferència de calor més senzilles. L'efecte també redueix la corrosió dels components i millora la fiabilitat de la instrumentació.
Els mòduls del reactor s'instal·len a la piscina del reactor en trams individuals separats per murs de formigó. Durant el reabastecimiento de combustible, tot el reactor es mou sota l'aigua a través d'un canal de transferència fins a una piscina connectada, que conté l'equip de reabastecimiento de combustible. També hi ha una badia de reactor addicional per al manteniment o per a un possible emmagatzematge d'un mòdul de recanvi. En una planta de 12 reactors, les badies estan disposades en dues files de sis reactors amb el canal de transferència situat centralment entre les files.